# Roy de Ruiter (voetballer)
Roy de Ruiter (Wageningen, 19 augustus 1989) is een voormalig Nederlands profvoetballer die als aanvaller speelde.
Hij is begonnen in de jeugd van RVW en maakte de overstap naar de jeugdopleiding van N.E.C. hij is gebleven tot de A en is toen vertrokken naar Bennekom waar hij in de Hoofdklasse speelde. In 2009 maakte hij de overstap naar Vitesse waar hij bij Jong Vitesse werd ingedeeld. De Ruiter debuteerde in de Eredivisie op 18 april 2010 als invaller voor Civard Sprockel in de thuiswedstrijd tegen Roda JC.
In januari 2011 stapte De Ruiter van Jong Vitesse over naar AGOVV Apeldoorn en later dat jaar naar FC Oss.
In juli 2013 ging hij voor Spakenburg en in 2014 keerde hij terug bij Bennekom.
In 2017 koos hij ervoor om bij DIO '30 te gaan voetballen, deze spelen 3e klasse In de winterstop van het seizoen 2018/19 verliet hij de club en ging meetrainen met SV DFS. In het seizoen 2019/20 sluit hij aan bij WAVV.

## Statistieken
| Seizoen   | Club            | Competitie     | Wedstrijden | Doelpunten |
| --------- | --------------- | -------------- | ----------- | ---------- |
| 2009/2010 | Vitesse         | Eredivisie     | 1           | 0          |
| 2010/2011 | Vitesse         | Eredivisie     | 1           | 0          |
| 2010/2011 | AGOVV Apeldoorn | Eerste divisie | 16          | 0          |
| 2011/2012 | FC Oss          | Eerste divisie | 13          | 3          |
| 2012/2013 | FC Oss          | Eerste divisie | 24          | 5          |
| Totaal    |                 |                | 55          | 8          |